# علاء الدين سليم
علاء الدين سليم مخرج تونسي من مواليد 11 نوفمبر 1982 في سوسة.

## سيرة شخصية
التحق بالمعهد العالي لفنون الملتيميديا بمنوبة في مجال التقنيات السمعية والبصرية (قسم مساعدة الإخراج).تخرج من المعهد سنة 2004.
في يناير 2007، أخرج فيلمه الأول القصير بعنوان «الخريف».
في عام 2008، أجرى تدريبًا صيفيًا في (La Femis) وأخرج فيلمًا وثائقيًا قصيرًا بعنوان «ليلة بين الآخرين». بعد عام، في عام 2009، بدأ تصوير فيلمه الطويل الأول، الفيلم الوثائقي «بِصُحبة هاملت».
في عام 2012، شارك في إخراج فيلم بابل مع يوسف الشابي وإسماعيل الشابي.
في عام 2014، بدأ تصوير فيلمه الطويل الأول آخر واحد فينا، الذي صدر عام 2016، وفي فرنسا عام 2018. نال هذا الفيلم استحسان النقاد، وحصل على العديد من الجوائز مثل جائزة لويجي دي لورينتيس لأفضل فيلم أول، وجائزة ماريو سيراندري لأفضل مساهمة فنية في أسبوع النقاد الدولي خلال مهرجان البندقية السينمائي 2016
في عام 2018، تم اختيار فيلمه لجوائز الأوسكار عن فئة أفضل فيلم بلغة أجنبية.

## أعماله
- 2007 : الخريف (فيلم قصير)
- 2008 : ليلة بين الاخرين (فيلم قصير)
- 2009 : بصحبة هاملت (فيلم روائي طويل)
- 2010 : الملعب
- 2012 : بابل
- 2016 : آخر واحد فينا[9]
- 2019 : طلامس

## الجوائز والجوائز
- 2012: الجائزة الكبرى للمسابقة الدولية لمهرجان مرسيليا السينمائي الدولي عن فيلم «بابل»
- 2016 - 2017 (سلسلة من الجوائز عن فيلم آخر واحد فينا):[10]
  - 2016: جائزة لويجي دي لورينتيس لأفضل فيلم أول،[11] وجائزة ماريو سيراندري لأفضل مساهمة فنية في أسبوع النقاد الدولي خلال مهرجان البندقية السينمائي.
  - 2016: جائزة التانيت الذهبي (أفضل أول فيلم روائي طويل)، وجائزة أفضل مخرج للتصوير الفوتوغرافي في أيام قرطاج السينمائية
  - 2017: جائزة أفضل فيلم عربي في مهرجان قرطبة للسينما الأفريقية
  - 2017: جائزة أفضل ممثل في دور رئيسي وجائزة أفضل تصوير سينمائي في جوائز الأكاديمية الأفريقية للأفلام
  - 2017: جائزة لجنة تحكيم المدرسة الثانوية (فئة «الأفلام الخيالية») في مهرجان السينما الأفريقية (Festival des Cinémas d'Afrique du pays d'Apt)
- 2019: اختيار ضمن أسبوعي المخرجين في مهرجان كان السينمائي 2019 عن فيلم طلامس

## روابط خارجية
- علاء الدين سليم على موقع IMDb (الإنجليزية)
- علاء الدين سليم على موقع ألو سيني (الفرنسية)
- علاء الدين سليم على موقع قاعدة بيانات الفيلم (الإنجليزية)